# Життя багатіїв
«Життя багатіїв» («La Vie de château») — французький кінофільм 1966 року, знятий режисером Жаном-Полем Раппно, з Катрін Денев і Філіппом Нуаре у головних ролях.

## Сюжет
Останні дні німецької окупації Франції. У маленькому французькому місті, в особняку, який французи називають Шато, нудьгує чарівна француженка. Гримлять вибухи армії союзників, що наступають, а в будинку свита влаштовує для своєї господині свято. У розпал веселощів на територію Шато потрапляє парашутист-визволитель, який теж не проти приєднається до гуляючих і прекрасної господині.

## У ролях
- Катрін Денев — Марі
- П'єр Брассер — Діманш
- Філіпп Нуаре — Жером
- Анрі Гарсен — Жюльєн
- Марі Марке — Шарлотта
- Крістіан Барб'є — французький полковник
- Марк Дудікур — епізод
- Поль Ле Персон — Роже
- Жан-П'єр Мулен — епізод
- Дональд О'Браєн — американський офіцер
- Марі Марк — епізод
- Робер Моор — епізод
- П'єр Руссо — епізод
- Нікша Штефаніні — німецький генерал

## Знімальна група
- Режисер — Жан-Поль Раппно
- Сценаристи — Жан-Поль Раппно, Ален Кавальє, Клод Соте, Данієль Буланже
- Оператор — П'єр Ломм
- Композитор — Мішель Легран
- Художник — Жак Соньє
- Продюсер — Ніколь Стефан